# Regelo

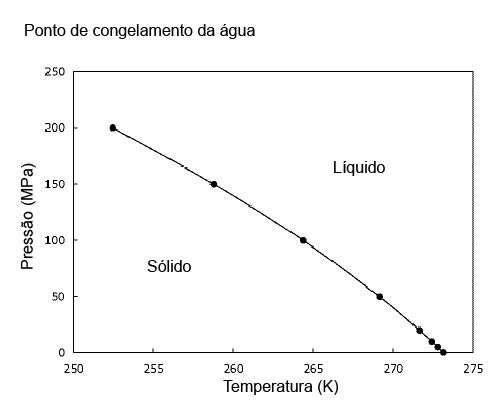
Variação do ponto de congelamento da água com a pressão

Regelo é o fenômeno de fusão do gelo por aplicação de pressão e posterior solidificação, quando a pressão é reduzida. De acordo com a figura ao lado, para a água, a temperatura do ponto de fusão cai quando a pressão aumenta. Em determinada temperatura, quando a pressão for suficientemente grande o gelo derrete.

## A experiência de Tyndall

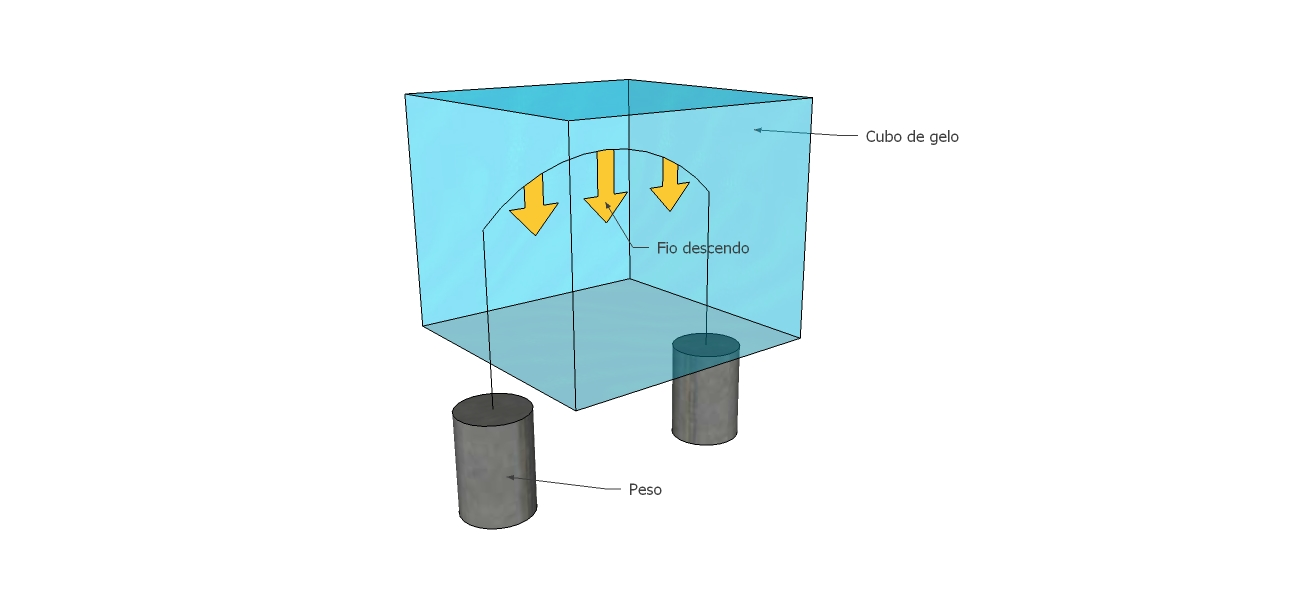
Experiência de Tyndall. Fio descendo lentamente conforme o tempo passa

O fenômeno pode ser demonstrado por um fio fino apoiado em um bloco de gelo com pesos nas extremidades. A pressão realizada pelo fio derrete o gelo lentamente no local do contato, por ação da gravidade o fio desce ocupando o lugar da água assim formada, essa logo volta a solidificar-se pela ausência da pressão antes aplicada. Isso acontece até que o fio desça completamente num ciclo de derretimento e posterior congelamento, depois de certo tempo o fio atravessa completamente o bloco sem que o mesmo seja partido.
Se um fio de 1mm de diâmetro é usado ao longo de um cubo de gelo de 50mm de largura, a área de aplicação da força será de 50mm². Como força (em newtons) é igual a pressão (em pascal) multiplicado pela área (em metros quadrados).
Se, pelo menos, 500 atm (50 MPa) é necessário para derreter o gelo, uma força de (50×106 Pa)(50×10−6 m2) = 2500N é necessária, um valor próximo do peso de um corpo de 250Kg na Terra.

## Derretimento da superfície

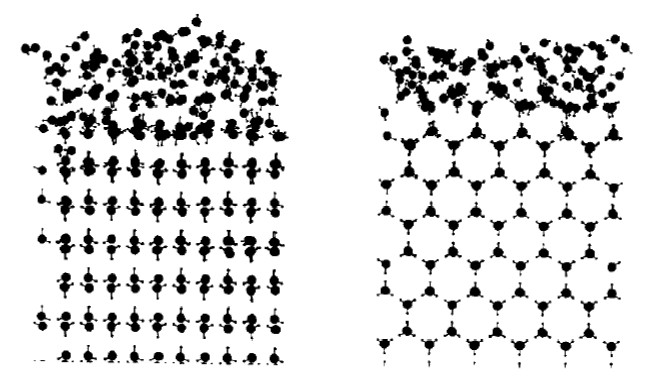
Estrutura molecular do gelo perto da superfície

Para um gelo normal cristalino e abaixo do seu ponto de fusão, haverá algum relaxamento dos átomos perto da superfície. Simulações de gelo perto do seu ponto de fusão mostram que existe uma fusão significativa das camadas superficiais. A ressonância magnética nuclear forneceu evidência para uma camada de líquido sobre a superfície do gelo. Em 1998, utilizando a microscopia de força atômica, Astrid Doppenschmidt e Hans Jurgen Butt, mediram a espessura da camada de líquido. As medidas estavam entre 12 nm a -24 °C e 70 nm em -0,7 °C. Foi observado o início do derretimento da superfície do gelo em temperaturas baixas como -33 °C.
O derretimento da superfície pode explicar os seguintes fatos:
- Baixo coeficiente de atrito do gelo
- Facilidade de compactação de gelo
- Alta aderência de superfícies de gelo

## Exemplos

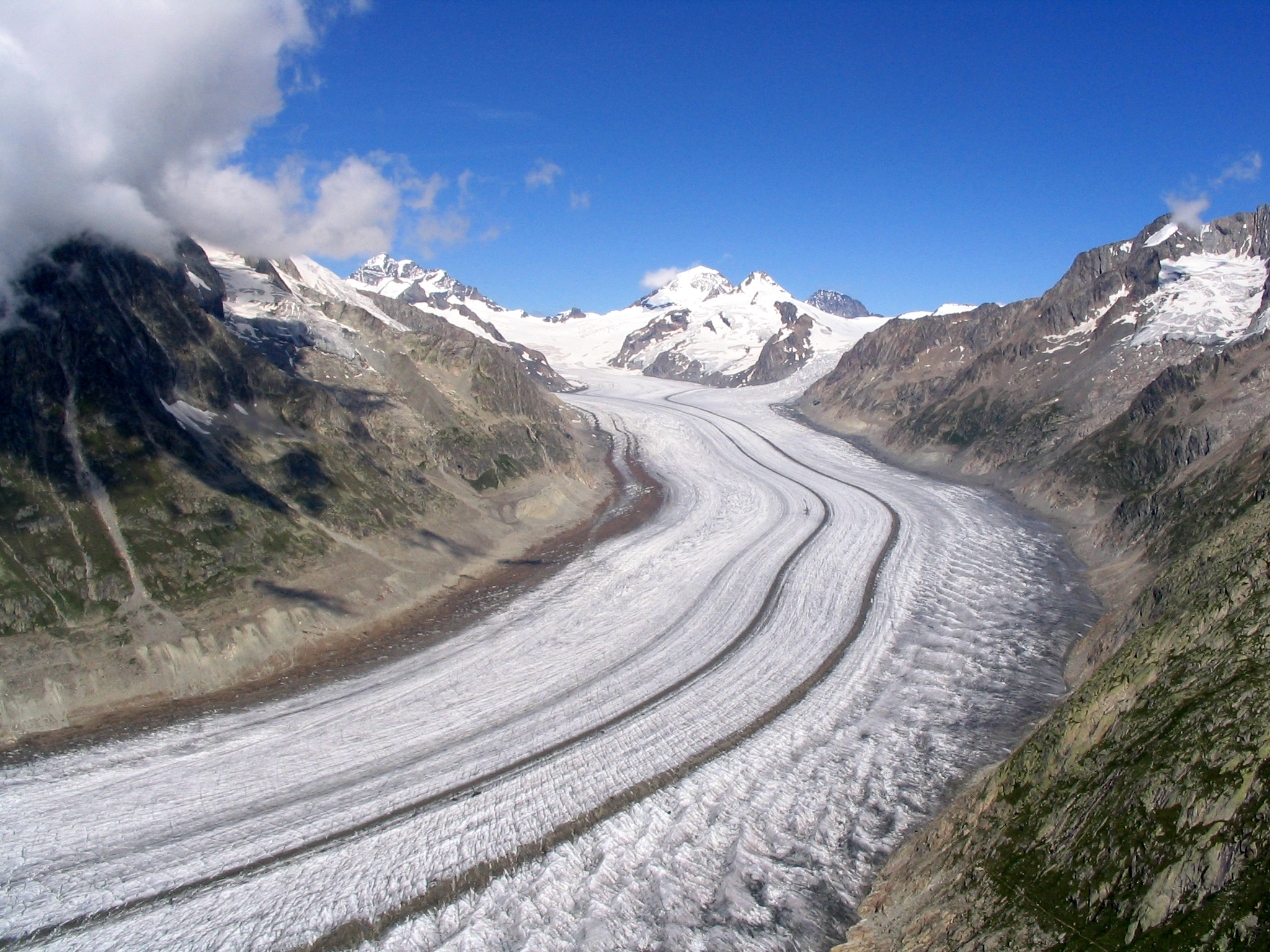
Glaciar de Aletsch

- O deslizamento dos sapatos dos patinadores com o gelo é devido a este efeito, pois abaixo da lâmina se forma uma pequena camada de água
- O sulco no gelo formado pela lâmina dos sapatos dos patinadores logo desaparece após sua passagem
- Quando dois blocos de gelo são comprimidos fortemente um contra o outro, eles ficam “soldados”.
- Uma geleira pode exercer uma quantidade suficiente de pressão sobre a sua superfície inferior para baixar o ponto de fusão do seu gelo. O derretimento do gelo na base da geleira lhe permite passar de uma elevação maior para uma menor. A água líquida pode fluir a partir da base de uma geleira em altitudes mais baixas, quando a temperatura do ar está acima do ponto de congelamento da água.